# Séries télévisées américaines diffusées durant la saison 2020-2021
| 2019-2020 • | 2020-2021 • | 2021-2022 |

La grille horaire 2020-2021 des cinq principaux réseaux de diffusion commerciale de langue anglaise aux États-Unis couvrira les heures de Prime Time de septembre 2020 à août 2021. L'horaire est suivi d'une liste par réseau de séries de retour, de nouvelles séries et de séries annulées après la saison télévisée 2019-2020.
Fox a été le premier à annoncer son programme d'automne le 11 mai 2020, suivi de The CW le 14 mai, CBS le 19 mai, NBC le 16 juin et ABC le 17 juin 2020.
PBS n'est pas inclus, parce que les stations de télévision membres ont une flexibilité locale sur la plupart de leurs horaires et les heures de diffusion des émissions du réseau peuvent varier. Ion Television et MyNetworkTV ne sont pas non plus inclus car la majorité des horaires des deux réseaux comprennent des rediffusions. La CW ne diffuse pas de programmation du réseau le samedi soir.

## Impact de la pandémie COVID-19
Chacun des principaux réseaux de télévision des États-Unis avait initialement prévu que leurs présentations initiales soient faites au public à la mi-mai, une tradition remontant à l' âge d'or de la télévision. En raison des préoccupations causées par COVID-19, la plupart des grands réseaux et groupes de réseaux câblés ont annulé leurs événements publics initiaux en raison à la fois de problèmes de santé publique et d'ordres de maintien à la maison qui les empêchent effectivement d'aller de l'avant. On s'attend à ce que la plupart des annonces initiales soient des communiqués de presse ou des événements vidéo virtuels par vidéotéléphonie, et pourraient être retardées en raison de l'impossibilité de produire des pilotes, ainsi que d'une baisse générale de la publicité. NBC a diffusé le contenu initial traditionnel le 16 juillet 2020, intégré dans le cadre de 30 Rock: A One-Time Special, bien qu'une majorité des affiliés du réseau aient anticipé l'événement (il a été diffusé le lendemain en tant que spécial `` barrage routier '' sur les réseaux câblés de NBCUniversal).
La Television Critics Association a annulé sa tournée de presse de l'été 2020, initialement prévue du 28 juillet au 13 août (pendant les Jeux olympiques d'été de 2020, désormais reportés), le 1er mai, car l'organisation n'était pas sûre que cela pourrait se produire en raison des restrictions de rassemblement public et d'un absence prévue de toute sortie de programmation scriptée, même sous forme pilote, à promouvoir d'ici cette période. L'annulation du TCA compliquera les plans des réseaux pour créer un buzz sur leurs prochains programmes, tandis que le passage des Jeux olympiques d'été de 2020 à 2021 annulait tout projet que NBC devait utiliser les Jeux pour mener à sa nouvelle saison télévisée.
Des retards de production dus à des arrêts liés à une pandémie ont entraîné le report de nombreuses émissions de leurs premières prévues pour l'été 2020. CBS a été le premier réseau à promouvoir la première de la trente-deuxième saison de The Amazing Race dans le cadre de son plan d'urgence visant à préserver la programmation de l'automne. Le même jour, ABC a annoncé avoir reporté la seizième saison de sa série estivale The Bachelorette à un lancement provisoire à l'automne, tandis que la série sœur Bachelor in Paradise avait été reportée indéfiniment. Le mois suivant, Fox et The CW ont emboîté le pas en annonçant que les deux réseaux retarderaient la plupart de leurs premières scénarisées originales à un cycle commençant en janvier 2021, et que leur programmation d'automne se composerait principalement d'acquisitions et de séries estivales retardées,.
À la lumière de nouveaux retards dans la production, CBS a augmenté SWAT à une première d'automne pour remplacer Survivor, tandis que ce dernier avait été reporté sa production de la quarante et unième saison au printemps 2021 et a été remplacé par The Amazing Race,. Le 26 août 2020, le réseau a encore modifié son horaire en décidant de repousser les premières de toutes les émissions scénarisées en novembre et de diffuser les émissions acquises et les rappels au début de l'automne. De même, NBC a modifié son calendrier le 12 août 2020 en remplaçant The Voice par American Ninja Warrior le lundi soir.
Le 16 septembre 2020, ABC a annoncé que le réseau n'irait pas de l'avant avec la deuxième saison de Stumptown, une décision qui est intervenue en annulant son renouvellement de mai 2020. Les retards de production liés à COVID qui n'auraient pas permis à la série d'être prête pour la télédiffusion avant avril 2021 (fin de la saison de diffusion) ont été cités comme la principale raison de l'annulation.
En raison des arrêts de production liés à la pandémie, c'est la troisième fois dans l'histoire de la télévision américaine que le début de la saison télévisée est retardé en raison de problèmes échappant au contrôle des principaux réseaux de télévision; les deux derniers cas se sont produits pendant la saison 1988–89 (qui a été retardée en raison de la grève de la Writers Guild of America de 1988) et la saison 2001–02 (qui a été affectée par la couverture médiatique des attentats terroristes du 11 septembre 2001).

## Légende
- Le bleu clair indique la programmation locale.
- Le gris indique la programmation du rappel.
- Le bleu-gris indique la programmation de nouvelles.
- Le vert clair indique des événements sportifs.
- Le violet clair indique les films.
- Le rouge indique que les séries sont « burn off » et d'autres programmes irrégulièrement programmés, y compris les spéciaux.
- Le jaune clair indique le programme actuel.

## Programme
- Les nouvelles séries sont mises en évidence en gras.
- Toutes les heures sont exprimées en heure de l'Est des États-Unis et du Pacifique (à l'exception de certains sports ou événements en direct). Soustrayez une heure pour les heures du centre, de la montagne, de l'Alaska et d' Hawaï-Aléoutiennes.
- CBS diffusera des répétitions de rappel pour quelques-unes de ses séries de retour sur leur emplacement parent au début de l'automne avant de les remplacer par de nouveaux épisodes à la fin de l'automne, sur le même emplacement. [note 1]
- La programmation aux heures de grande écoute de NBC devrait être préemptée du 23 juillet au 8 août 2021 pour la couverture en direct par le réseau des Jeux olympiques d'été 2020 reprogrammés depuis Tokyo, au Japon.

### Lundi
| Réseau | Réseau             | 20h00                    | 20h30                        | 21h00                   | 21h30                   | 22h00                | 22h30                |
| ------ | ------------------ | ------------------------ | ---------------------------- | ----------------------- | ----------------------- | -------------------- | -------------------- |
| ABC    | Automne            | Dancing with the Stars   | Dancing with the Stars       | Dancing with the Stars  | Dancing with the Stars  | Emergency Call       | Emergency Call       |
| ABC    | Mi-automne         | Dancing with the Stars   | Dancing with the Stars       | Dancing with the Stars  | Dancing with the Stars  | Good Doctor          | Good Doctor          |
| ABC    | Hiver              | The Bachelor             | The Bachelor                 | The Bachelor            | The Bachelor            | Good Doctor          | Good Doctor          |
| ABC    | Printemps          | American Idol            | American Idol                | American Idol           | American Idol           | Good Doctor          | Good Doctor          |
| CBS    | Automne            | Big Brother              | Big Brother                  | Au fil des jours        | Au fil des jours        | Manhunt: Unabomber   | Manhunt: Unabomber   |
| CBS    | Fin de l'automne   | The Neighborhood         | Bob Hearts Abishola          | All Rise                | All Rise                | Bull                 | Bull                 |
| The CW | Automne            | Whose Line Is It Anyway? | Whose Line Is It Anyway? (R) | Penn & Teller: Fool Us  | Penn & Teller: Fool Us  | Programmation locale | Programmation locale |
| The CW | Hiver              | All American (1/18)      | All American (1/18)          | Black Lightning (2/8)   | Black Lightning (2/8)   | Programmation locale | Programmation locale |
| Fox    | Automne            | Le meilleur de LA        | Le meilleur de LA            | Filthy Rich             | Filthy Rich             | Programmation locale | Programmation locale |
| Fox    | Hiver              | 9-1-1 (1/18)             | 9-1-1 (1/18)                 | 9-1-1: Lone Star (1/18) | 9-1-1: Lone Star (1/18) | Programmation locale | Programmation locale |
| NBC    | Début de l'automne | American Ninja Warrior   | American Ninja Warrior       | American Ninja Warrior  | American Ninja Warrior  | Dateline NBC         | Dateline NBC         |
| NBC    | Automne            | The Voice                | The Voice                    | The Voice               | The Voice               | Weakest Link         | Weakest Link         |

- Remarque : Nurses aura sa série en première le 7 décembre 2020 à 22 h avant de passer à sa plage horaire habituelle le 5 janvier 2021.
- Note : Cosmos: Possible Worlds diffusera sa série finale le 21 décembre 2020 à 21h[12]

### Mardi
| Réseau | Réseau         | 20h00                                     | 20h30                                     | 21h00                   | 21h30                   | 22h00                | 22h30                |
| ------ | -------------- | ----------------------------------------- | ----------------------------------------- | ----------------------- | ----------------------- | -------------------- | -------------------- |
| ABC    | Automne        | TThe Bachelorette (en)                    | TThe Bachelorette (en)                    | TThe Bachelorette (en)  | TThe Bachelorette (en)  | Big Sky              | Big Sky              |
| ABC    | Hiver          | To Tell the Truth (en) (1/26)             | To Tell the Truth (en) (1/26)             | Black-ish (1/26)        | Mixed-ish (1/26)        | Big Sky              | Big Sky              |
| CBS    | Automne        | NCIS                                      | NCIS                                      | FBI                     | FBI                     | The FBI Declassified | The FBI Declassified |
| CBS    | Mi-automne     | NCIS                                      | NCIS                                      | FBI                     | FBI                     | FBI: Most Wanted     | FBI: Most Wanted     |
| The CW | Automne        | Swamp Thing                               | Swamp Thing                               | Tell Me a Story         | Tell Me a Story         | Programmation locale | Programmation locale |
| The CW | Hiver          | Histoires d'horreur à deux phrases (1/12) | Histoires d'horreur à deux phrases (1/12) | Trickster (1/12)        | Trickster (1/12)        | Programmation locale | Programmation locale |
| The CW | Fin de l'hiver | Flash (2/23)                              | Flash (2/23)                              | Superman et Lois (2/23) | Superman et Lois (2/23) | Programmation locale | Programmation locale |
| Fox    | Automne        | Cosmos: Nouveaux Mondes                   | Cosmos: Nouveaux Mondes                   | Next                    | Next                    | Programmation locale | Programmation locale |
| Fox    | Hiver          | The Resident (1/12)                       | The Resident (1/12)                       | Prodigal Son (1/12)     | Prodigal Son (1/12)     | Programmation locale | Programmation locale |
| NBC    | Automne        | The Voice                                 | The Voice                                 | This Is Us              | This Is Us              | Dr. Bash             | Dr. Bash             |
| NBC    | Hiver          | Zoey et son incroyable playlist (1/5)     | Zoey et son incroyable playlist (1/5)     | This Is Us              | This Is Us              | Nurses (en) (1/5)    | Nurses (en) (1/5)    |

- Remarque : Fox devrait diffuser Thursday Night Football le 8 décembre 2020 à 20 h 20[15]
- Remarque : Dr. Bash aura une finale de saison de deux heures le 8 décembre 2020 à 21 h[16]
- Remarque : Next aura une finale de la série de deux heures le 22 décembre 2020 à 20 h[17]

### Mercredi
| Réseau | Réseau           | 20h00                                | 20h30                                | 21h00                                | 21h30                                | 22h00                    | 22h30                    |
| ------ | ---------------- | ------------------------------------ | ------------------------------------ | ------------------------------------ | ------------------------------------ | ------------------------ | ------------------------ |
| ABC    | Automne          | Les Goldberg                         | American Housewife                   | The Conners                          | Black-ish                            | The Con                  | The Con                  |
| ABC    | Mi-automne       | Les Goldberg                         | American Housewife                   | The Conners                          | Black-ish                            | For Life                 | For Life                 |
| ABC    | Fin de l'automne | The Great Christmas Light Fight (en) | The Great Christmas Light Fight (en) | The Great Christmas Light Fight (en) | The Great Christmas Light Fight (en) | For Life                 | For Life                 |
| ABC    | L'hiver          | Les Goldberg (1/13)                  | Femme au foyer américaine (1/13)     | Les Conners (1/13)                   | Appelez votre mère (1/13)            | For Life                 | For Life                 |
| CBS    | Automne          | Big Brother                          | Big Brother                          | Programmation variée                 | Programmation variée                 | 48 Hours: Suspicion (en) | 48 Hours: Suspicion (en) |
| CBS    | Mi-automne       | The Amazing Race                     | The Amazing Race                     | SEAL Team                            | SEAL Team                            | S.W.A.T                  | S.W.A.T                  |
| CBS    | L'hiver          | Tough as Nails (2/10)                | Tough as Nails (2/10)                | SEAL Team                            | SEAL Team                            | S.W.A.T                  | S.W.A.T                  |
| The CW | Automne          | Devils                               | Devils                               | Coroner                              | Coroner                              | Programmation locale     | Programmation locale     |
| The CW | L'hiver          | Riverdale (1/20)                     | Riverdale (1/20)                     | Nancy Drew (1/20)                    | Nancy Drew (1/20)                    | Programmation locale     | Programmation locale     |
| Fox    | Automne          | The Masked Singer                    | The Masked Singer                    | I Can See Your Voice (en)            | I Can See Your Voice (en)            | Programmation locale     | Programmation locale     |
| Fox    | L'hiver          | The Masked Dancer (1/6)              | The Masked Dancer (1/6)              | Name That Tune (1/6)                 | Name That Tune (1/6)                 | Programmation locale     | Programmation locale     |
| NBC    | NBC              | Chicago Med                          | Chicago Med                          | Chicago Fire                         | Chicago Fire                         | Chicago PD               | Chicago PD               |

- Remarque : The Masked Singer aura une finale de la saison de deux heures le 16 décembre 2020 à 20h[19]

### Jeudi
| Réseau | Réseau     | 20h00                            | 20h30                                                              | 21h00                                                              | 21h30                                                              | 22h00                                                              | 22h30                                                              |
| ------ | ---------- | -------------------------------- | ------------------------------------------------------------------ | ------------------------------------------------------------------ | ------------------------------------------------------------------ | ------------------------------------------------------------------ | ------------------------------------------------------------------ |
| ABC    | Automne    | Celebrity Family Feud (en)       | Celebrity Family Feud (en)                                         | Press Your Luck (en)                                               | Press Your Luck (en)                                               | Match Game (en)                                                    | Match Game (en)                                                    |
| ABC    | Mi-automne | Station 19                       | Station 19                                                         | Grey's Anatomy                                                     | Grey's Anatomy                                                     | A Million Little Things                                            | A Million Little Things                                            |
| ABC    | L'hiver    | Celebrity Wheel of Fortune (1/7) | Celebrity Wheel of Fortune (1/7)                                   | The Chase (1/7)                                                    | The Chase (1/7)                                                    | The Hustler (1/7)                                                  | The Hustler (1/7)                                                  |
| ABC    | Printemps  | Station 19 (3/4)                 | Station 19 (3/4)                                                   | Grey's Anatomy (3/4)                                               | Grey's Anatomy (3/4)                                               | A Million Little Things (3/4)                                      | A Million Little Things (3/4)                                      |
| CBS    | Automne    | Big Brother                      | Big Brother                                                        | Programmation variée                                               | Programmation variée                                               | Star Trek: Discovery                                               | Star Trek: Discovery                                               |
| CBS    | Mi-automne | Young Sheldon                    | B Positive (en)                                                    | Mom                                                                | The Unicorn (en)                                                   | Star Trek: Discovery                                               | Star Trek: Discovery                                               |
| CBS    | L'hiver    | Young Sheldon                    | B Positive (en)                                                    | Mom                                                                | The Unicorn (en)                                                   | Clarice (2/11)                                                     | Clarice (2/11)                                                     |
| The CW | Automne    | Supernatural                     | Supernatural                                                       | The Outpost                                                        | The Outpost                                                        | Programmation locale                                               | Programmation locale                                               |
| The CW | L'hiver    | Walker (1/21)                    | Walker (1/21)                                                      | Legacies (1/21)                                                    | Legacies (1/21)                                                    | Programmation locale                                               | Programmation locale                                               |
| Fox    | Automne    | Fox NFL Thursday                 | Thursday Night Football (8:20 p.m.) (continued to game completion) | Thursday Night Football (8:20 p.m.) (continued to game completion) | Thursday Night Football (8:20 p.m.) (continued to game completion) | Thursday Night Football (8:20 p.m.) (continued to game completion) | Thursday Night Football (8:20 p.m.) (continued to game completion) |
| Fox    | L'hiver    | Hell's Kitchen (1/7)             | Hell's Kitchen (1/7)                                               | Call Me Kat (en) (1/7)                                             | Last Man Standing (1/7)                                            | Programmation locale                                               | Programmation locale                                               |
| NBC    | Automne    | Superstore                       | Superstore (R)                                                     | Law & Order: Special Victims Unit                                  | Law & Order: Special Victims Unit                                  | Ligne de données NBC                                               | Ligne de données NBC                                               |
| NBC    | L'hiver    | Mr. Mayor (1/7)                  | Superstore (1/14)                                                  | Law & Order: Special Victims Unit                                  | Law & Order: Special Victims Unit                                  | Ligne de données NBC                                               | Ligne de données NBC                                               |

- Remarque : Mr. Mayor aura une première de la série d'une heure le 7 janvier 2021 à 20h[14].

### Vendredi
| Réseau | Réseau           | 20h00                               | 20h30                                   | 21h00                             | 21h30                             | 22h00                | 22h30                |
| ------ | ---------------- | ----------------------------------- | --------------------------------------- | --------------------------------- | --------------------------------- | -------------------- | -------------------- |
| ABC    | ABC              | Shark Tank                          | Shark Tank                              | 20/20                             | 20/20                             | 20/20                | 20/20                |
| CBS    | Automne          | The Greatest #AtHome Videos (en)    | The Greatest #AtHome Videos (en)        | Undercover Boss                   | Undercover Boss                   | Blue Bloods          | Blue Bloods          |
| CBS    | Fin de l'automne | MacGyver                            | MacGyver                                | Magnum                            | Magnum                            | Blue Bloods          | Blue Bloods          |
| The CW | Automne          | Masters of Illusion (en)            | Masters of Illusion (en) (R)            | World's Funniest Animals (en)     | World's Funniest Animals (en) (R) | Programmation locale | Programmation locale |
| The CW | Fin de l'automne | World's Funniest Animals (en) (R)   | World's Funniest Animals (en) (R)       | World's Funniest Animals (en) (R) | World's Funniest Animals (en) (R) | Programmation locale | Programmation locale |
| The CW | L'hiver          | Whose Line Is It Anyway? (en) (1/8) | Whose Line Is It Anyway? (en) (R) (1/8) | Penn & Teller: Fool Us (1/8)      | Penn & Teller: Fool Us (1/8)      | Programmation locale | Programmation locale |
| Fox    | Fox              | WWE Friday Night SmackDown          | WWE Friday Night SmackDown              | WWE Friday Night SmackDown        | WWE Friday Night SmackDown        | Programmation locale | Programmation locale |
| NBC    | Automne          | American Ninja Warrior (en) (R)     | American Ninja Warrior (en) (R)         | American Ninja Warrior (en) (R)   | American Ninja Warrior (en) (R)   | Dateline NBC         | Dateline NBC         |
| NBC    | Mi-automne       | Blacklist                           | Blacklist                               | Ligne de données NBC              | Ligne de données NBC              | Ligne de données NBC | Ligne de données NBC |

### Samedi
| Réseau | Réseau           | 20h00                     | 20h30                              | 21h00                              | 21h30                              | 22h00                              | 22h30                              |
| ------ | ---------------- | ------------------------- | ---------------------------------- | ---------------------------------- | ---------------------------------- | ---------------------------------- | ---------------------------------- |
| ABC    | Automne          | Saturday Night Football   | Saturday Night Football            | Saturday Night Football            | Saturday Night Football            | Saturday Night Football            | Saturday Night Football            |
| ABC    | L'hiver          | NBA Countdown (en) (1/30) | NBA Saturday Primetime (en) (1/30) | NBA Saturday Primetime (en) (1/30) | NBA Saturday Primetime (en) (1/30) | NBA Saturday Primetime (en) (1/30) | NBA Saturday Primetime (en) (1/30) |
| CBS    | Automne          | Crimetime Saturday (en)   | Crimetime Saturday (en)            | Crimetime Saturday (en)            | Crimetime Saturday (en)            | 48 Hours (en)                      | 48 Hours (en)                      |
| CBS    | Mi-automne       | Manhunt: Unabomber        | Manhunt: Unabomber                 | Manhunt: Unabomber                 | Manhunt: Unabomber                 | 48 Hours (en)                      | 48 Hours (en)                      |
| CBS    | Fin de l'automne | Crimetime Saturday (en)   | Crimetime Saturday (en)            | Crimetime Saturday (en)            | Crimetime Saturday (en)            | 48 Hours (en)                      | 48 Hours (en)                      |
| Fox    | Fox              | Fox College Football (en) | Fox College Football (en)          | Fox College Football (en)          | Fox College Football (en)          | Fox College Football (en)          | Fox College Football (en)          |
| NBC    | NBC              | Weakest Link (R)          | Weakest Link (R)                   | Ellen's Game of Games (en) (R)     | Ellen's Game of Games (en) (R)     | SNL Vintage                        | SNL Vintage                        |

- Remarque : Tous les programmes sportifs, y compris les programmes de football collégial de Fox et ABC, sont diffusés en direct dans tous les fuseaux horaires, avec une programmation locale par des affiliés dans les fuseaux horaires occidentaux après la fin du match.
- Remarque : comme pour les trois dernières saisons, NBC devrait diffuser tous les nouveaux épisodes de Saturday Night Live en temps réel à travers les États-Unis, le plaçant dans cette période pour les fuseaux horaires du Pacifique et de la Montagne tout au long de cette saison à partir du 3 octobre., avec une rediffusion suivant les dernières nouvelles locales dans ces fuseaux horaires. Les affiliés du réseau en Alaska, à Hawaï et dans d'autres îles du Pacifique continueront de diffuser l'émission en retard.
- Remarque : Fox va diffuser la Coupe MLS 2020 le 12 décembre 2020 à 20h[21]
- Remarque : CBS va diffuser le match du championnat SEC 2020 le 19 décembre 2020 à 20h[22]
- Remarque : Fox va diffuser une carte de combat PBC le 26 décembre 2020 à 2h[23]

### Dimanche
| Réseau | Réseau     | 19h00                          | 19h30                          | 20h00                          | 20h30                          | 21h00                                   | 21h30                                   | 22h00                          | 22h30                          |
| ------ | ---------- | ------------------------------ | ------------------------------ | ------------------------------ | ------------------------------ | --------------------------------------- | --------------------------------------- | ------------------------------ | ------------------------------ |
| ABC    | Automne    | America's Funniest Home Videos | America's Funniest Home Videos | Supermarket Sweep              | Supermarket Sweep              | Who Wants to Be a Millionaire?          | Who Wants to Be a Millionaire?          | Card Sharks (en)               | Card Sharks (en)               |
| ABC    | Hiver      | America's Funniest Home Videos | America's Funniest Home Videos | American Idol (2/14)           | American Idol (2/14)           | American Idol (2/14)                    | American Idol (2/14)                    | À venir                        | À venir                        |
| CBS    | Automne    | 60 minutes                     | 60 minutes                     | Films du dimanche soir sur CBS | Films du dimanche soir sur CBS | Films du dimanche soir sur CBS          | Films du dimanche soir sur CBS          | Films du dimanche soir sur CBS | Films du dimanche soir sur CBS |
| CBS    | Mi-automne | 60 minutes                     | 60 minutes                     | NCIS: Los Angeles              | NCIS: Los Angeles              | NCIS: Nouvelle-Orléans                  | NCIS: Nouvelle-Orléans                  | NCIS (R)                       | NCIS (R)                       |
| The CW | Automne    | Programmation locale           | Programmation locale           | Pandora                        | Pandora                        | À qui appartient-il de toute façon? (R) | À qui appartient-il de toute façon? (R) | Programmation locale           | Programmation locale           |
| The CW | Mi-automne | Programmation locale           | Programmation locale           | Pandora                        | Pandora                        | The Outpost (11/22)                     | The Outpost (11/22)                     | Programmation locale           | Programmation locale           |
| The CW | Hiver      | Programmation locale           | Programmation locale           | Batwoman (1/17)                | Batwoman (1/17)                | Charmed (1/24)                          | Charmed (1/24)                          | Programmation locale           | Programmation locale           |
| Fox    | Fox        | Fox NFL                        | The OT                         | Les Simpsons                   | Bless the Harts (en)           | Bob's Burgers                           | Guy de famille                          | Programmation locale           | Programmation locale           |
| NBC    | NBC        | Football Night in America      | Football Night in America      | Football Night in America      | NBC Sunday Night Football      | NBC Sunday Night Football               | NBC Sunday Night Football               | NBC Sunday Night Football      | NBC Sunday Night Football      |

- Remarque : la programmation de CBS commence à 19h30 Est / 120h30 Au centre des semaines où la NFL sur CBS effectue des crossovers pendant l'automne et le début de l'hiver. Les heures de début des fuseaux horaires des montagnes et du Pacifique restent telles qu'indiquées ces semaines.
- Remarque : les rediffusions des Simpsons et Bob's Burgers sont diffusées à 19h00 ET PT pendant les semaines où Fox n'a pas de matchs tardifs de la NFL avec une autorisation nationale.
- Remarque : ABC devrait diffuser les 48e American Music Awards le 22 novembre 2020 à 20 h[25]
- Remarque : The Masked Dancer aura sa première série le 27 décembre 2020 à 20 h avant de passer à sa plage horaire habituelle le 6 janvier 2021[11].
- Remarque : Call Me Kat aura sa première série le 3 janvier 2021 à 20 h avant de passer à son créneau horaire régulier le 7 janvier 2021.
- Remarque : Last Man Standing aura sa première saison le 3 janvier 2021 à 20h30 avant de passer à son créneau horaire régulier le 7 janvier 2021.

## Par réseau
Remarque : les séries qui devaient initialement être diffusées en 2019-2020 mais qui ont été retardées en raison de la pandémie de COVID-19 sont indiquées en utilisant.

### ABC
| Séries de retour : - 20/20 - Pyramide† - America's Funniest Home Videos - American Housewife - American Idol - The Bachelor - Bachelor in Paradise† - The Bachelorette† - Black-ish - Card Sharks† - Celebrity Family Feud - The Chase (moved from Game Show Network) - The Conners - Dancing with the Stars - For Life - The Goldbergs - The Good Doctor - The Great Christmas Light Fight - Grey's Anatomy - Match Game - A Million Little Things - Mixed-ish - Press Your Luck - The Rookie - Saturday Night Football - Shark Tank - Station 19 - Supermarket Sweep, - To Tell the Truth - Who Wants to Be a Millionaire - The Wonderful World of Disney | Nouvelles séries : - The Bachelor: Summer Games† - Big Sky - Call Your Mother - Celebrity Wheel of Fortune - The Con - Emergency Call - Generation Gap - Home Economics - The Hustler - Rebel - Ultimate Surfer - Women of the Movement | Ne revient pas de 2019-2020 : - Marvel : Les Agents du SHIELD - The Baker and the Beauty - Bless This Mess - Emergence - Bienvenue chez les Huang - Murder - Kids Say the Darndest Things - The Last Dance - Modern Family - Schooled - Single Parents - Stumptown - United We Fall |

### CBS
| Séries de retour : - 48 Hours - 60 Minutes - All Rise - The Amazing Race† - Big Brother, - Blood & Treasure† - Blue Bloods - Bob Hearts Abishola - Bull - CBS Sunday Night Movies - Evil - FBI - FBI: Most Wanted - The Greatest #AtHome Videos - MacGyver - Magnum P.I. - Mom - NCIS - NCIS: Los Angeles - NCIS: New Orleans - The Neighborhood - One Day at a Time (moved from Netflix) - SEAL Team - S.W.A.T. - Tough as Nails - Undercover Boss - The Unicorn - Young Sheldon | Nouvelles séries : - 48 Hours: Suspicion - B Positive - Clarice - Come Dance With Me - The Equalizer - The FBI Declassified - Manhunt: Deadly Games - Star Trek: Discovery - United States of Al | Ne revient pas de 2019-2020 : - Broke - Carol's Second Act - Criminal Minds - God Friended Me - Hawaii Five-0 - Madam Secretary - Man with a Plan - Survivor (returning for 2021–22), - Tommy |

### The CW
| Séries de retour : - All American - Batwoman - Black Lightning - Bulletproof - Burden of Truth - Charmed - The Christmas Caroler Challenge - Coroner - DC's Stargirl - Dynasty - The Flash - In the Dark - Legacies - Legends of Tomorrow - Masters of Illusion - Nancy Drew - The Outpost† - Pandora† - Penn & Teller: Fool Us - Riverdale - Roswell, New Mexico - Supergirl - Supernatural, - Tell Me a Story - Two Sentence Horror Stories - Whose Line Is It Anyway? (en) | Nouvelles séries : - Devils - Gilmore Girls: A Year in the Life, - Kung Fu - The Republic of Sarah - Superman et Lois - Swamp Thing, - Trickster - Walker - World's Funniest Animals | Ne revient pas de 2019-2020 : - The 100 - Arrow - Being Reuben - Katy Keene - Killer Camp - Taskmaster |

### Fox
| Série de retour : - 9-1-1 - 9-1-1: Lone Star - Beat Shazam - Bless the Harts - Bob's Burgers - Duncanville, - Les Griffin - Fox College Football - Hell's Kitchen† - Last Man Standing - Lego Masters - The Masked Singer - MasterChef† - MasterChef Junior (en)† - Mental Samurai† - The Moodys - Name That Tune, - NFL on Fox - Prodigal Son - The Resident - Les Simpson - Tu crois que tu sais danser† - Thursday Night Football - WWE SmackDown | Nouvelles séries : - Call Me Kat - Cosmos: Nouveaux Mondes, - Filthy Rich† - Game of Talents - The Great North, - Housebroken - I Can See Your Voice - Los Angeles : Bad Girls, - The Masked Dancer - Next† | Ne revient pas de 2019-2020 : - Almost Family - Deputy - Empire - Flirty Dancing - Outmatched |

### NBC
| Séries de retour : - American Ninja Warrior† - America's Got Talent - The Blacklist - Brooklyn Nine-Nine - Chicago Fire - Chicago Med - Chicago P.D. - College Bowl, - Dateline NBC - Football Night in America - Ellen's Game of Games - Ellen's Greatest Night of Giveaways - Good Girls - New York, unité spéciale - Making It - Manifest - NBC Sunday Night Football - New Amsterdam - Superstore - This Is Us - The Voice - The Wall - Weakest Link, - Who Do You Think You Are? (moved from TLC), - Zoey's Extraordinary Playlist | Nouvelles séries : - Connecting - Debris - Home Sweet Home - Joe Exotic - The Kenan Show, - Law & Order: Organized Crime, - Mr. Mayor - Nurses - Small Fortune - That's My Jam - Dr. Bash - True Story - The Wheel - The Widower - Young Rock | Ne revient pas de 2019-2020 : - Blindspot - Bluff City Law - Council of Dads - The Good Place - Indebted - Lincoln Rhyme: Hunt for the Bone Collector - Perfect Harmony - Sunnyside - Will & Grace |

### HBO Max
- The Sex Lives of College Girls

## Renouvellements et annulations

### Renouvellement pour une saison complète

#### ABC
- Big Sky - Renouvelé pour 6 épisodes supplémentaires le 7 décembre 2020, portant le nombre d'épisodes à 16[176].
- Black-ish  - Renouvelé pour 6 épisodes supplémentaires le 23 octobre 2020, portant le nombre d'épisodes à 21[177].

#### CBS
- B Positive - Renouvelé pour cinq épisodes supplémentaires le 21 décembre 2020, ce qui porte le nombre d'épisodes à 18[178].

#### The CW
- The Outpost - Sélectionné pour 13 épisodes supplémentaires le 7 octobre 2020, portant le nombre d'épisodes à 26[179].

### Renouvellements

#### ABC
- The Great Christmas Light Fight (en) — Renouvelé pour une neuvième saison le 10 décembre 2020[180].

#### The CW
- Coroner — Renouvelé pour une troisième saison le 27 octobre 2020.
- Penn & Teller: Fool Us — Renouvelé pour une neuvième saison le 7 décembre 2020[181].
- Two Sentence Horror Stories — Renouvelé pour une troisième saison le 17 septembre 2020[182].
- World's Funniest Animals (en) —Renouvelé pour une deuxième saison le 7 décembre 2020.

#### Fox
- Bob's Burgers - Renouvelé pour une douzième et treizième saison le 23 septembre 2020[183].
- Family Guy - Renouvelé pour une vingtième et vingt et unième saison le 23 septembre 2020.
- The Great North —Renouvelé pour une deuxième saison le 22 juin 2020[184].
- I Can See Your Voice (en) — Renouvelé pour une deuxième saison le 27 janvier 2021[185].
- Hell's Kitchen — Renouvelé pour une vingtième saison le 26 février 2019[186].
- Thursday Night Football Renouvelé pour une huitième saison le 31 janvier 2018; l'accord entrera dans la neuvième saison en 2022.

#### NBC
- Chicago Fire —Renouvelé pour une dixième et onzième saison le 27 février 2020[137].
- Chicago Med —Renouvelé pour une septième et huitième saison le 27 février 2020.
- Chicago PD —Renouvelé pour une neuvième et dixième saison le 27 février 2020.
- Football Night in America —Renouvelé pour une seizième saison le 14 décembre 2011; accord ira à une dix-septième saison en 2022.
- Law & Order: Special Victims Unit —Renouvelé pour une vingt-troisième et vingt-quatrième saison le 27 février 2020.
- NBC Sunday Night Football - Renouvelé pour une seizième saison le 14 décembre 2011; accord ira à une dix-septième saison en 2022.
- New Amsterdam — Renouvelé pour une quatrième et cinquième saison le 11 janvier 2020.
- This Is Us —Renouvelé pour une sixième saison le 12 mai 2019.
- Dr. Bash - Renouvelé pour une deuxième saison le 11 décembre 2020[187].

### Annulations/fins de séries

#### ABC
- Women of the Movement - La mini-série est censée ne durer qu'une saison.

#### CBS
- Manhunt: Deadly Games - La série d'anthologies était censée ne durer qu'une saison; il s'est terminé le 7 novembre 2020[188].
- Au fil des jours -Annulé le 24 novembre 2020, après quatre saisons[189].
- Star Trek: Discovery - La série télévisée diffusée est destinée à une seule saison; il se terminera le 4 février 2021[190],[191].

#### Fox
- Cosmos: Possible Worlds - La mini-série documentaire est censée ne durer qu'une saison ; il se terminera le 21 décembre 2020[192],[12].
- Filthy Rich - Annulé le 30 octobre 2020, marquant la première annulation de la saison[193]. La série se terminera le 30 novembre 2020[194].
- Last Man Standing - Il a été annoncé le 14 octobre 2020 que la saison neuf serait la dernière saison[195].
- Suivant - Annulé le 30 octobre 2020, marquant la première annulation de la saison. La série se terminera le 22 décembre 2020[196].

#### NBC
- Connecting : annulée le 2 novembre 2020. Les épisodes restants non diffusés sont disponibles sur le site Web de NBC et sur Peacock[197]. La série se terminera le 26 novembre 2020[198].